# Swartzia magdalenae
Swartzia magdalenae är en ärtväxtart som beskrevs av Nathaniel Lord Britton och Ellsworth Paine Killip. Swartzia magdalenae ingår i släktet Swartzia och familjen ärtväxter. Inga underarter finns listade i Catalogue of Life.